# Tina Ruven
Tina (Ruven) Koščec (22. kolovoza 1970.), hrvatska je radijska voditeljica, novinarka i pjesnikinja iz Zagreba. Objavila je dvije zbirke pjesama: "Moje su pjesme bolje od mene" i "Opkorak svakog zločestog stiha". Pjesme su uvrštene u antologiju pjesništva 1990-ih i antologiju pjesama o životinjama te prevedene na slovenski i njemački jezik.

## Djela
- Moje su pjesme bolje od mene, 1993.
- Opkorak svakog zločestog stiha, 1994.